# Kam"jans'ke
Kam"jans'ke (in ucraino Кам'янське?; in russo Каменское?, Kamenskoe), già nota come Dniprodzeržyns'k (in ucraino Дніпродзержинськ?; in russo Дне́продзержи́нск?, Dneprodzeržinsk),è una città dell'Ucraina nell'oblast' di Dnipropetrovs'k. Ospita l'amministrazione del distretto di Kam"jans'ke . Nel 2022 aveva una popolazione di 226 845 abitanti.
Fino al 18 luglio 2020, Kam"jans'ke era classificata come città di rilevanza regionale e costituiva un comune autonomo rispetto al distretto di Kam"jans'ke, anche se ne costituiva il centro amministrativo. Nell'ambito della riforma amministrativa dell'Ucraina, che ha ridotto a sette il numero dei distretti dell'oblast' di Dnipropetrovs'k, Kam"jans'ke è entrata a far parte del distretto di Kam"jans'ke.

## Geografia fisica
Kam"jans'ke è situata nell'Ucraina centrale, lungo la sponda destra del fiume Dnipro. La città è situata a 33 km a nord-ovest di Dnipro e a 366 km a sud-est di Kiev.

## Storia
I primi insediamenti nell'area di Kam"jans'ke risalgono alla metà del XVII secolo. La zona era controllata dai cosacchi dello Zaporož'e e vi sorgevano due piccoli villaggi: Romanovo e Kam"jans'ke. Nel 1936 Kam"jans'ke, che ormai era diventata una città di notevoli dimensioni, venne ribattezzata Dniprodzeržyns'k, in onore del fondatore della polizia segreta sovietica, la Čeka, Feliks Ėdmundovič Dzeržinskij. 
La città ha dato i natali al Segretario del Partito Comunista dell'Unione Sovietica, Leonid Brežnev, dove nacque e trascorse l'infanzia. Il leader sovietico ha guidato il Partito Comunista dell'Unione Sovietica e le sorti dell'Unione Sovietica dal 1964 al 1982. 
Nel 1996 un grave incidente tranviario, che vide una vettura finire contro una recinzione di cemento, provocò la morte di oltre trenta persone. Il nome storico di Kam"jans'ke è stato ripristinato il 19 maggio 2016 con una risoluzione del parlamento ucraino.

## Economia
L'economia della città è quasi esclusivamente incentrata sull'industria pesante. Circa il 57% del totale della produzione industriale riguarda la metallurgia e la lavorazione dei metalli, spina dorsale dell'economia locale. L'industria chimica è al secondo posto con circa il 17% della produzione totale.
La natura estremamente industrializzata dell'economia locale garantisce un tasso di occupazione piuttosto elevato (il 1º novembre 2007 il tasso ufficiale di disoccupazione era pari all'1,4%), ma contribuisce anche ad un eccessivo inquinamento e ad un elevato livello di radiazioni.